# ダニエル・チャプリンスキ

チャプリンスキ家の紋章。

ダニエル・チャプリンスキ（ポーランド語：Daniel Czapliński, ? - 1660年以降）はポーランド・リトアニア共和国、ブラーツラウ地方出身のポーランド系貴族である。1646年 - 1648年の間にチヒルィーン町の副長官ならびに、ウクライナにおけるアレクサンデル・コニェツポルスキの戦隊長と官吏を勤めた。ウクライナ・コサックの首領・ボフダン・フメリニツキーの宿敵として知られる。
1647年にチャプリンスキは、フメリニツキーの留守を狙ってスボーチウ村のフメリニツキーの知行地と屋敷を襲い、財産を奪って幼い子息オスタプを殺害した上、フメリニツキーの恋人であったモトローナも奪い、自分との結婚を強要した。憤慨したフメリニツキーはあらゆる裁判所とポーランド王ヴワディスワフ4世に提訴したが、チャプリンスキの主人たるアレクサンデル・コニェツポルスキによって牢屋に閉じ込められた。
しかし、フメリニツキーは牢屋からコサックの根拠地ザポロージャのシーチへ逃げ出すことができ、国内統制に対して不満を募らせていたコサックを集めて大規模な反乱を起こした。1648年にコサック軍がチヒルィーン町に迫った時、チャプリンスキはモトローナを捨てて逃亡した。翌年、フメリニツキーとモトローナは結婚した。
乱中はポーランド側でコサックと戦い、1649年のズバーラジュ城の攻防戦や1651年のベレステーチュコの戦いなどに参陣した。1653年にはルブリンにおけるポーランド王国裁判所への議員として選ばれた。1660年以降チャプリンスキの名前が史料に出てこないため、1660年以降に死去したと考えられている。